# زیندزی ماندلا
زیندزی ماندلا (انگلیسی: Zindzi Mandela ؛ ۲۳ دسامبر ۱۹۶۰ – ۱۳ ژوئیهٔ ۲۰۲۰) یک دیپلمات، شاعر و سفیر آفریقای جنوبی در دانمارک بود. زیندزی دختر نلسون ماندلا و وینی مادیکیسلا-ماندلا سمبل و رهبران جنبش ضد نژادپرستی آفریقای جنوبی بود، وی خواهر کوچکتر زنای ماندلا و سومین دختر خانواده ماندلا بود. او از ۱۹۹۶ تا ۱۹۹۸ بانوی اول آفریقای جنوبی بود.

## زندگی‌نامه
زیندزی ماندلا در ۲۳ دسامبر ۱۹۶۰ در سووتو متولد شد. در زمان تولدش نلسون ماندلا و وینی ماندلا در اتحادیه آفریقای جنوبی بودند همان سال تولد زیندزی سالی بود که کنگره ملی آفریقا بازوی نظامی خود (ANC) را تأسیس کرد، دولت آفریقای جنوبی در پی دستگیری نلسون ماندلا بود و هنگامیکه زیندزی هیجده ماهه بود پدرش را به زندان انداختند؛ و هنگامیکه مادر زیندزی هم ماه‌ها به زندان افتاد، زیندزی اغلب دوران کودکی خود را تحت سرپرستی خواهر بزرگترش زنای ماندلا سپری کرد.

## فعالیت حرفه‌ای
زیندزی در ۱۹۸۵ شهرت جهانی خود را بیشتر به سبب قرائت نامه تاریخی پدرش نلسون ماندلا در رد پیشنهاد رئیس‌جمهوری وقت آفریقای جنوبی برای آزادی ماندلا در ازای رد راهبرد خشونت و پرهیز علیه آپارتاید به‌دست آورد. زیندزی به عنوان معاون رئیس کنگره جوانان آفریقای جنوبی انجام وظیفه کرد و در نیروی پشت پرده بازوی مسلح حزب کنگره ملی آفریقا، موسوم به «سرداران ملی» بود؛ و تا هنگام مرگ سفیر آفریقای جنوبی در دانمارک بود.

## مرگ
رسانه دولتی آفریقای جنوبی اعلام کرد روز ۱۳ ژوئیه ۲۰۲۰ زیندزی ماندلا در بیمارستانی در ژوهانسبورگ پایتخت آفریقای جنوبی جان سپرد. «کنگره ملی آفریقا»، حزب حاکم آفریقای جنوبی، که نلسون ماندلا رهبری آن را در مبارزات علیه رژیم اقلیت سفیدپوست حاکم و بعدتر به عنوان نخستین رئیس‌جمهوری سیاهپوست آن کشور برعهده داشت، مرگ دختر ماندلا را تأیید کرد.